# Індакатерол
Індакатерол (англ. Indacaterol, лат. Indacaterolum) — синтетичний препарат, що належить по хімічній структурі до похідних гідроксихіноліну, що застосовується інгаляційно. Індакатерол належить до групи селективних бета-2-адреностимуляторів із ультратривалою бронходилятуючою дією (більше 24 годин). Індакатерол був розроблений у лабораторії швейцарського концерну «Novartis» та уперше затверджений Європейським Агентством з лікарських засобів у 2009 році та затверджений FDA у США у 2011 році.

## Фармакологічні властивості
Індакатерол — синтетичний препарат, що є по хімічній структурі похідним гідроксихіноліну та належить до групи селективних бета-2-адреностимуляторів ультратривалої дії. Механізм дії препарату полягає у стимуляції β2-адренорецепторів, які знаходяться у гладкій мускулатурі бронхів шляхом активації внутрішньоклітинної аденілатциклази, яка утворює комплекс із G-протеїном, під впливом якого підвищується утворення циклічного АМФ та стимуляція протеїнкінази типу А, що призводить до розслаблення гладкої мускулатури внутрішніх органів. Індакатерол є високоселективним стимулятором β-адренорецепторів другого типу, та має вищу в 24 рази спорідненість до β2-адренорецепторів, ніж до β1-адренорецепторів, і у 20 раз вищу, ніж до β3-адренорецепторів. Індакатерол у порівнянні з сальметеролом характеризується більш швидким проходженням через мембрани клітин, що пов'язано із більшою спорідненістю індакатеролу до ліпідних структур клітин, біля яких розміщені β2-адренорецептори, та забезпечує швидкий початок та довготривалість дії препарату. Індакатерол має вищу спорідненість до β2-адренорецепторів, ніж сальбутамол, але нижчу, ніж сальметерол та формотерол. Індакатерол є неповним агоністом β2-адренорецепторів, на відміну від формотеролу, що забезпечує вищу селективність та більшу безпечність у застосуванні препарату. Індакатерол при інгаляційному введенні діє виключно на β2-адренорецептори бронхів та не впливає на рецептори в інших органах, у тому числі на β1-адренорецептори міокарду. При застосуванні індакатеролу зменшується перерозтягнення легень, як динамічне, так і в стані спокою, та покращуються показники функції зовнішнього дихання, у тому числі у порівнянні з формотеролом, сальметеролом/флутиказоном та тіотропію бромідом. При тривалому застосуванні індакатеролу спостерігається розвиток толерантності до препарату, а при застосуванні значно вищих від середньотерапевтичних доз препарату різко зростає ймовірність важких побічних ефектів, у тому числі пов'язаних із активацією адренорецепторів міокарду (у тому числі тахікардію, фібриляцію передсердь, явища ішемії міокарду, подовження інтервалу QT), а також можливість виникнення ефекту «рикошету» — посилення бронхоспазму при перевищенні середньотерапевтичної дози препарату або занадто частому застосуванні. Незважаючи на швидкий початок дії препарату, індакатерол не рекомендується для зняття гострих приступів бронхіальної астми.

### Фармакокінетика
Індакатерол швидко всмоктується після інгаляційного застосування у дихальних шляхах, початок дії препарату спостерігається за 5 хвилин після інгаляції препарату та триває 24 години. Максимальна концентрація в крові досягається протягом 15 хвилин після інгаляції препарату. Біодоступність препарату становить 43%. Індакатерол добре проникає у тканини організму. Згідно досліджень, препарат проходить через плацентарний бар'єр. Даних за виділення індакатеролу в грудне молоко немає. Метаболізується препарат у печінці з утворенням неактивних метаболітів. Виводиться індакатерол із організму переважно із калом, частково виводиться із сечею переважно у незміненому вигляді, та частково у вигляді метаболітів. Період напіввиведення препарату складає 45,5—126 годин, немає даних про зміну цього часу при порушеннях функції печінки та нирок.

## Показання до застосування
Індакатерол застосовується при бронхіальній астмі та хронічному обструктивному захворюванні легень для довготривалого лікування обструкції дихальних шляхів.

## Побічна дія
При застосуванні індакатеролу найчастіше спостерігаються наступні побічні ефекти: нежить та фарингіт (9%), кашель (5—7%), інфекції верхніх дихальних шляхів (до 6%) та головний біль (5—7%). Часто (від 1 до 10%) при застосуванні індакатеролу спостерігаються також синусити, пневмонія, стенокардія, поява гіперглікемії та цукрового діабету, спазми м'язів та міалгії, біль у грудній клітці; нечасто (0,1—1%) спостерігається також порушення ритму, алергічні реакції, висипання на шкірі, парестезії.

## Протипокази
Індакатерол протипоказаний при підвищеній чутливості до препарату. З обережністю застосовується препарат при вагітності та годуванні грудьми. Індакатерол не рекомендований для застосування у дітей до 18 років. З обережністю препарат застосовується при гіпертиреозі, у хворих із важкими захворюваннями серцево-судинної системи, та при застосуванні лікарських препаратів, що мають здатність до подовження інтервалу QT на ЕКГ.

## Форми випуску
Індакатерол випускається у вигляді порошку для інгаляцій у капсулах по 150 та 300 мкг. Європейське агентство з лікарських засобів зареєструвало для лікування обструктивних захворювань легень також комбінованих препаратів: індакатеролу та м-холінолітика тривалої дії глікопірронію для інгаляційного застосування.; індакатерол/мометазон.